# 蓬杜伊
蓬杜伊（法語：Pont-d'Ouilly，法語發音：[pɔ̃ duji] ⓘ）是法国卡尔瓦多斯省的一个市镇，属于卡昂区。

## 地理
蓬杜伊（48°52'26"N, 0°24'31"W）面积19.5 平方千米，位于法国诺曼底大区卡爾瓦多斯省，该省份为法国西北部沿海省份，北濒大西洋英吉利海峡，东北与滨海塞纳省以海上边界相接，东临厄尔省，南至奧恩省，西与芒什省接壤。
与蓬杜伊接壤的市镇（或旧市镇、城区）包括：克莱西、科塞斯维尔、勒代特鲁瓦、勒梅尼勒维勒芒、桑格莱地区皮埃尔菲特、圣但尼德梅雷、特雷普雷勒、卡昂、奥恩河畔梅尼勒于贝尔。

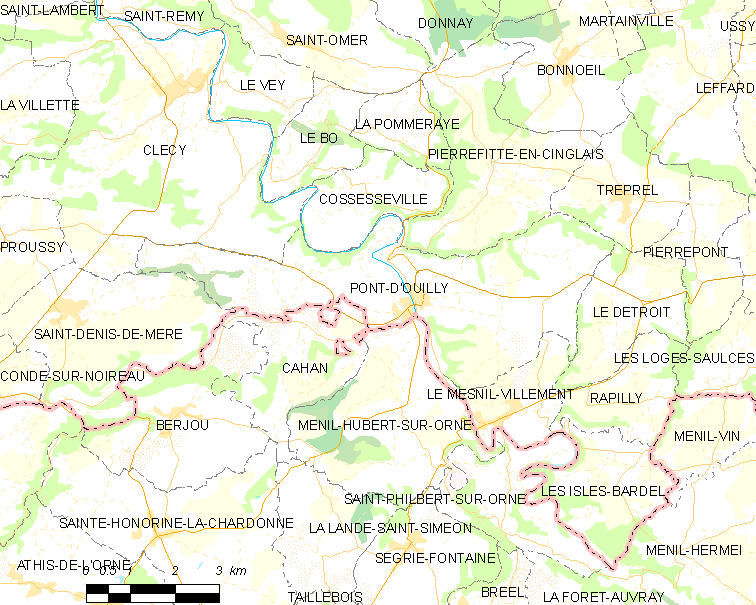
蓬杜伊的OSM定位图

蓬杜伊的时区为UTC+01:00、UTC+02:00（夏令时）。

## 行政
蓬杜伊的邮政编码为14690，INSEE市镇编码为14764。

## 政治
蓬杜伊所属的省级选区为法莱斯县。

## 人口

1962-2008年间蓬杜伊人口变化图示

蓬杜伊于2022年1月1日时的人口数量为999人。